# Joos Goemare
 (août 2025).
Si vous disposez d'ouvrages ou d'articles de référence ou si vous connaissez des sites web de qualité traitant du thème abordé ici, merci de compléter l'article en donnant les références utiles à sa vérifiabilité et en les liant à la section « Notes et références ».

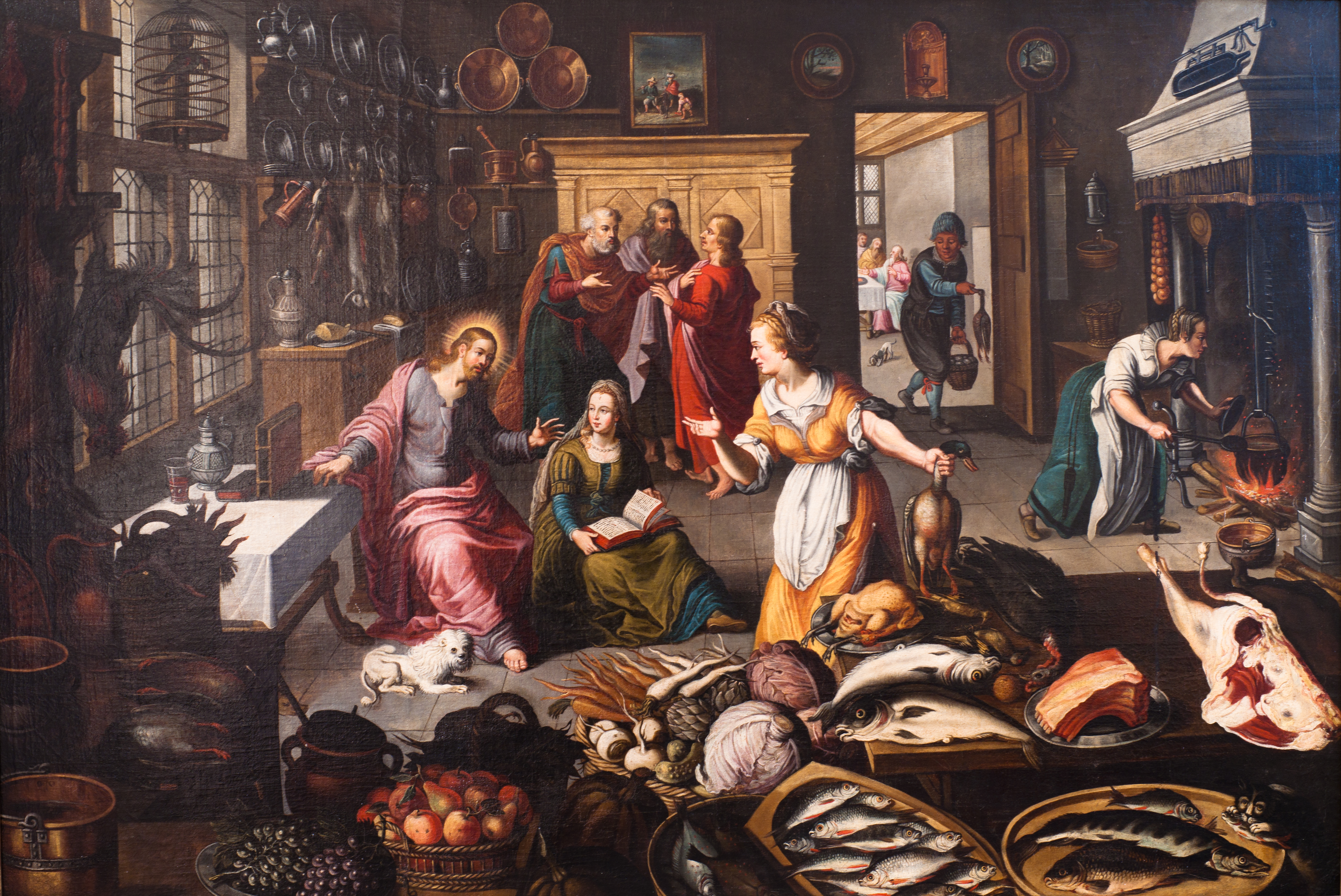
Joos Goemare, Le Christ chez Marthe et Marie, circa 1600, au Musée de la Gourmandise, Hermalle-sous-Huy.

Joos Goemare, né à Courtrai en 1573 ou 1574 et décédé en 1611 à Amsterdam, est un peintre flamand de la Renaissance.

## Biographie
Il a 7 ans quand la ville de Courtrai est prise par les Malcontenten qui obligent la population à prêter allégeance au roi d’Espagne. Le père de Joos, Cornelius, se refuse à ce serment et quitte, avec toute sa famille, Courtrai pour Haarlem à l’instar de bien des Courtraisiens de l’époque. En 1586, la famille s’installe à Amsterdam.
Joos est devenu apprenti chez son père et chez Jacob Savery où il rencontre et épouse, le 27 mai 1600, Marie, la sœur de Jacob et de Roelandt Savery. Dès 1600, il est connu comme peintre ; en 1605 il est membre de la société de Abraham Bol, un neveu de Hans Bol.
Les quelques tableaux qui lui ont été attribués le classent comme peintre de natures mortes de cuisine. En fin de vie, il peint aussi des paysages et devient peintre animalier.